# 早三叠世
早三叠世是三叠纪三个世之首，自251.902Ma持续到247.2Ma (百万年前)。这一世的岩石统称为下三叠统。
早三叠世是中生代的第一个世，它之前是乐平世(古生代晚二叠世)，之后是中三叠世。早三叠世可被分为印度期和奥伦尼克期。印度期又可分为格里斯巴赫期和迪纳尔期，奥伦尼克期也可分为史密斯期和斯派思期。
下三叠统在以前也被称为斯基泰阶。在欧洲，下三叠统的大部分由斑砂岩统组成，它是一个陆上红层的岩石地层学单位。
生物圈历经早三叠世和一部分中三叠世，才从地球史上规模最大的灭绝事件——二叠纪－三叠纪灭绝事件中恢复过来。第二次灭绝事件——史密斯-斯派斯期边界事件发生在奥伦尼克期。

## 气候

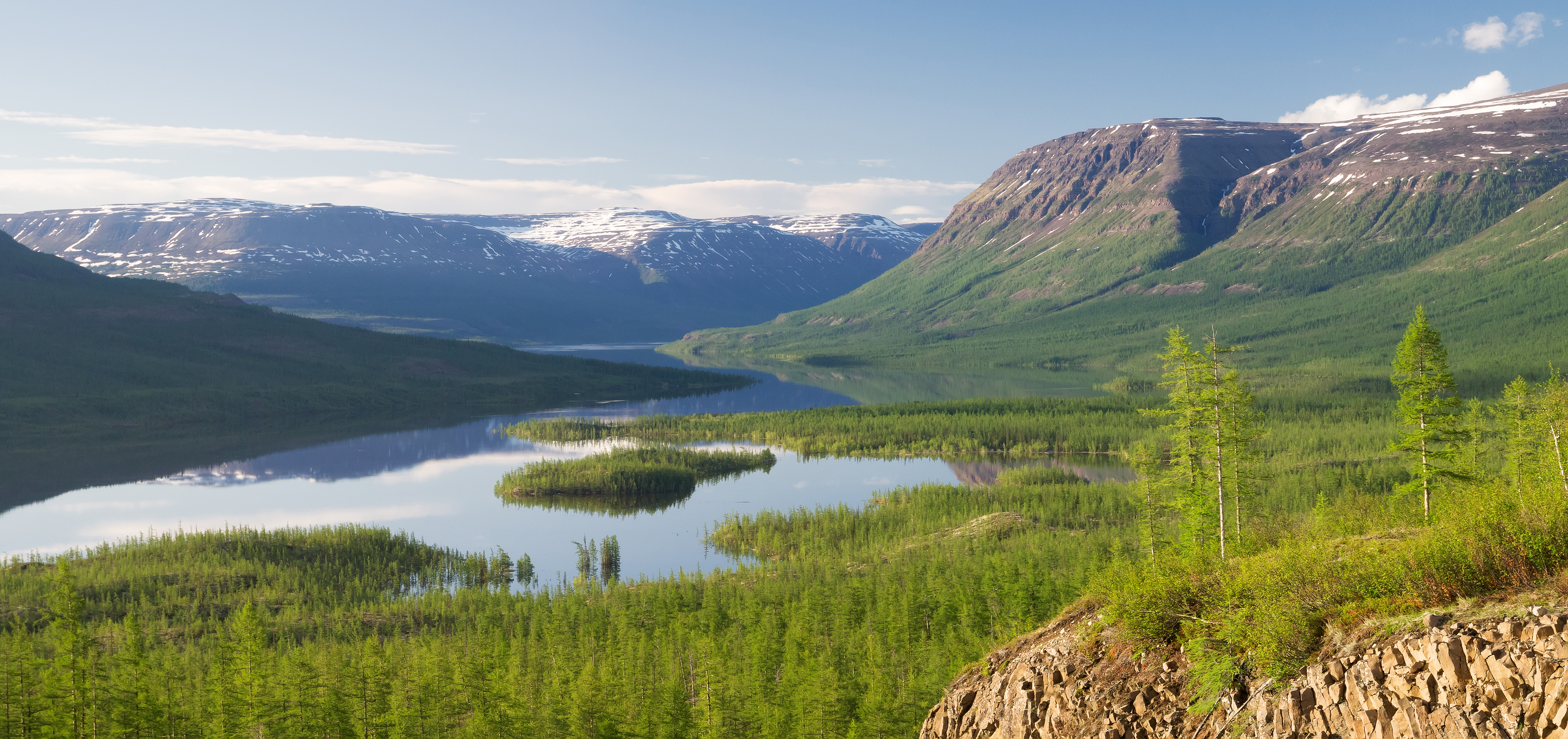
普托拉纳高原由西伯利亚暗色岩的玄武岩组成。

早三叠世的气候（特别是盘古大陆内部）相当干旱少雨，沙漠广布；极地则表现温带气候。以菊石的分布为依据推测，共时来看，极地到赤道的温度梯度相当平坦，可能使得热带物种可以轻易扩张到极地。:374–395
早三叠世大多数炎热气候:1–10都可能由西伯利亚暗色岩的火山活动导致，这也是二叠纪－三叠纪灭绝事件的主要成因，并加速了全球变暖的速度。研究发现早三叠世的气候变化无常，常常出现相比之下幅度、速度都很大的温度变化，引发史密斯-斯派斯期边界事件。:57–60:366–370:169–178

## 生物

### 动植物相
二叠纪－三叠纪灭绝事件同时终结了二叠纪和古生代，使得幸存生物的生活相当艰难。
早三叠世的生物逐渐从灭绝事件中恢复过来，受灭绝事件严重程度和早三叠世严酷气候的影响，恢复过程花了数百万年。许多珊瑚、腕足动物、软体动物、棘皮动物和其他一些无脊椎动物灭绝了。二叠纪南半球的植被由舌羊齿属统治，三叠纪也不复存在了。:28372辐鳍鱼等其他种群似乎受到灭绝事件影响较小，:348–362体型似乎不是灭绝期间的选择性因子。:106–147:727–741海洋中和陆地上的生态恢复呈现不同的模式。受大灭绝影响，早三叠世动物相缺乏生物多样性，且高度同质。陆上生态恢复花了3000万年。:759–765

#### 陆地生物群
最普遍的陆生脊椎动物是一种小型植食性动物——合弓纲水龙兽属。水龙兽广泛分布在盘古大陆上，很多人认为它是大灭绝后的先锋生物(常被反对:610463)。它和非哺乳类犬齿兽亚目的鼩龙兽属和三尖叉齿兽属同时出现于盘古大陆南部。主龙形类也在这时出现，代表性物种为引鳄属(奥伦尼克期-拉丁期)。:188这个群体包括鳄科和恐龙(包括鸟类)的祖先。恐龙形态类的脚印化石在奥伦尼克期已有。:1107–1113
三叠纪刚开始时，植物相以裸子植物为主，后来在格里斯巴赫-迪纳尔期生态危机阶段快速变化为石松为主(如肋木属)。这一变化与二叠纪舌羊齿属植物相的灭绝刚好重合。在斯派斯期，植物相变回裸子植物和羊齿植物为主。:911–924这些变化反映全球降水和温度的变化。

#### 海洋生物群
在海洋中，最普遍的早三叠世海生硬壳无脊椎动物是双壳纲、腹足纲、菊石、海胆，以及几种腕足动物。最早的牡蛎出现于早三叠世，生长在菊石的壳上。:253–260微生物岩礁很普遍，可能是因为与后生动物礁缺乏竞争。:62–74不过，在环境允许的情况下，短暂的后生动物礁在奥伦尼克期重新出现了。:693–697菊石在大量死亡后，于早三叠世展现全面繁盛的状况。:1118–1121
水生脊椎动物在大灭绝后发生分化。
鱼类：典型三叠纪辐鳍鱼类，如南方鱼、比耶鱼、古鲳属、锥体鱼属、翼鳕属、副半椎鱼科和龙鱼属在靠近二叠纪-三叠纪交界处出现，而新鳍亚纲则在稍后才展现出高多样性。许多鱼类物种在早三叠世都有广泛分布。腔棘鱼纲多样性达到峰值，并展现出多样的生活姿态(叛逆腔棘鱼属)。软骨鱼纲有古贝茨无尖齿鱼属、滑齿鲨属、部分板鳃亚纲等弓鲨目物种，以及尤金齿目最后的幸存者(卡士尼鲨属、法登鲨属)。
两栖动物：相对大型的海生离片椎类两栖动物，如隐次龙或旺扎螈，再印度期和奥伦尼克期覆盖了相当大的地域。这些鳄形两栖类的化石分布在格陵兰、斯匹次卑尔根岛、巴基斯坦和马达加斯加。
爬行动物：在海洋中，最早的水生爬行动物在早三叠世出现。:e88987它们的后代在中生代主宰了海洋。湖北鳄目、鱼龙超目和鳍龙超目是奥伦尼克期最早一批海洋爬行动物(如短吻龙属、巢湖龙属、歌津鱼龙属、湖北鳄、短尾鱼龙属、短头鱼龙属、瞳龙属)。其他海洋爬行动物，如长颈龙属、瑞士龙属、滤齿龙属、楯齿龙目或海龙目则保持到中三叠世。安尼期的鱼龙目海帝鱼龙属是最早的海洋主要掠食者之一，可以捕食与自身体型相近的猎物，它占据的生态位可以和今日的逆戟鲸比拟。:1393–1397

## 史密斯-斯派斯期边界事件

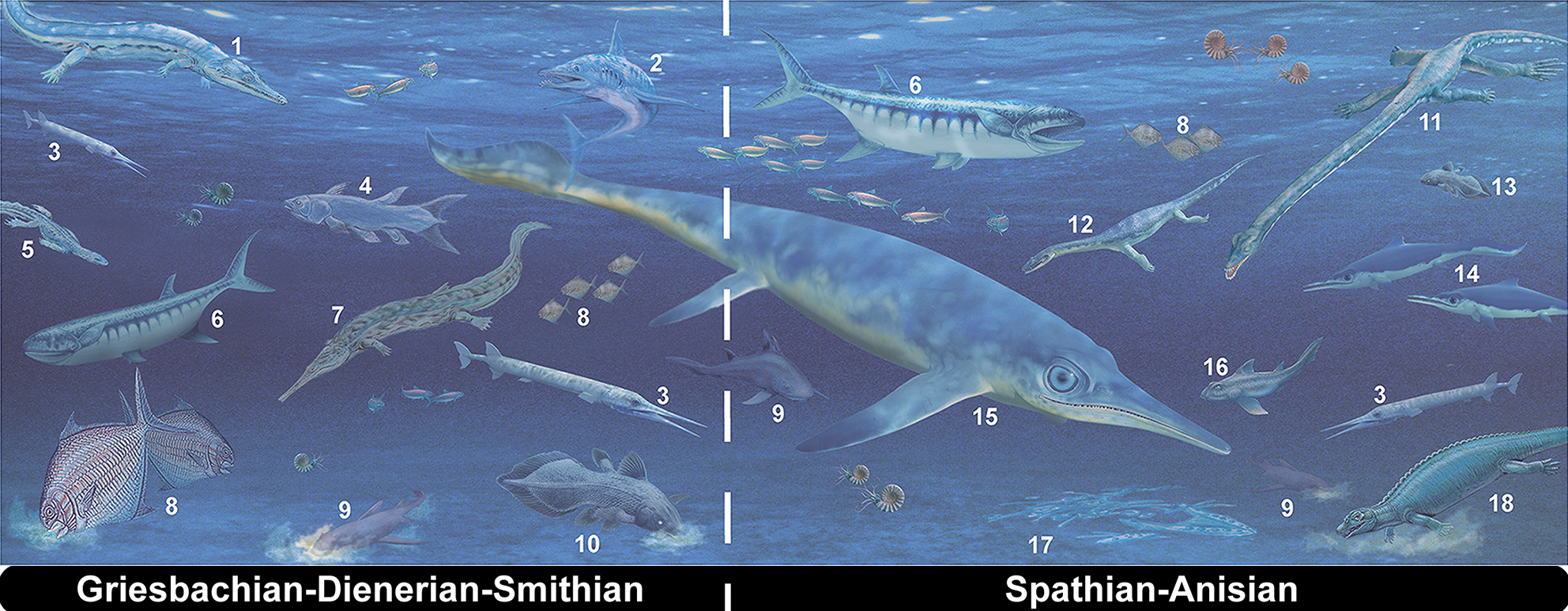
早三叠世和安尼期海洋捕食者： 1. 旺扎螈；2. 法登龙属；3. 龙鱼属；4. 叛逆腔棘鱼属；5. 霍瓦蜥属；6. 比耶鱼属；7. 隐次龙；8. 古鲳属；9. 弓鲨目；10. Mylacanthus；11. 长颈龙属；12. 瞳龙属；13. Ticinepomis；14. 混鱼龙属；15. 杯椎鱼龙科；16. 新鲨类；17. 短头鱼龙属骨架；18. 楯齿龙属

早三叠世奥伦尼克期发生一次重要的灭绝事件，其时间靠近史密斯期和斯派斯期的界限。这次灭绝事件的主要受害者是菊石和牙形石，以及几种在二叠纪—三叠纪灭绝事件后幸存的古生代合弓纲物种，包括二齿兽类（比如三叠纪早期曾构成陆生动物四分之三的水龙兽）和兽头类（如三叠纪早期的顶级掠食者麝喙兽）。在史密斯-斯派斯期边界事件后，蜥形纲主龙类的伪鳄演替成为优势陆生动物，鱼龙和鳍龙等海洋爬行动物也在这次灭绝后迅速多样化。
植物相也变化剧烈。它从印度期和史密斯期以石松(如肋木属)为主，变为斯派斯期以裸子植物和羊齿植物为主。:911–924:169–178这些变化是全球气温和降水变化的反映。松柏门是中生代大多数时候的主要植物。直到最近，这次发生于约249.4 Ma:1–16的灭绝事件才得以确认其存在。
史密斯-斯派斯期边界事件与西伯利亚暗色岩的晚期喷发有关，反映为全球变暖。对牙形石氧同位素的研究发现，温度可能在三叠纪最初200万年迅速升高，最终使得史密斯期热带海平面温度达到40°C。灭绝事件本身发生于晚史密斯期，当时全球气温又突然下降；不过仅靠气温不足以形成史密斯-斯派斯期边界事件，还有好几个其他因素同时起作用。:1–16
在海洋中，许多大型动物都不再分布于热带，仅剩一些大型鱼类，:1025–1046和一些无法移动的软体动物。只有能对抗高温的物种存活了下来，约一半的双壳纲物种灭绝。在陆地上，回归线附近几乎不存在肉眼可见的生物。
也存在生命迅速恢复的证据，尽管它们也仅是地方性的。有些地区有异乎寻常的高生物多样性(如最早的斯派斯期巴黎生物区)，:e1602159:19657这支持复杂的食物网和多重营养级。

## 阅读更多
- Martinetto, Edoardo; Tschopp, Emanuel; Gastaldo, Robert (编). . Springer International Publishing. 2020. ISBN 978-3-030-35057-4.